# Synegia asymbates
Synegia asymbates är en fjärilsart som beskrevs av Louis Beethoven Prout 1932. Synegia asymbates ingår i släktet Synegia och familjen mätare. Inga underarter finns listade i Catalogue of Life.